# Rhaphidophora conica
Rhaphidophora conica är en kallaväxtart som beskrevs av Adolf Engler. Rhaphidophora conica ingår i släktet Rhaphidophora och familjen kallaväxter. Inga underarter finns listade.